# Ladysmith (Wisconsin)
Ladysmith város az USA Wisconsin államában, Rusk megyében, melynek megyeszékhelye is. Lakosainak száma 3216 fő (2020. április 1.).

## Népesség
A település népességének változása:
| Lakosok száma | 2352 | 3414 | 3216 |
|               | 1910 | 2010 | 2020 |